# 窒化ベリリウム
窒化ベリリウム（ちっかベリリウム、Beryllium nitride）は、化学式がBe3N2のベリリウムの窒化物。密度は2.71 g/cm3、融点は2200 ℃である。主に耐熱性セラミックとして用いられる。